# Финал Кубка России по футболу 1998
Финал Кубка России по футболу 1997/1998 состоялся 7 июня 1998 года. «Спартак» переиграл «Локомотив» со счётом 1:0 и стал обладателем Кубка России.
Матч транслировался по РТР.

## Путь к финалу
| Спартак (Москва)          | Спартак (Москва) | Спартак (Москва) | Этап        | Локомотив (Москва) | Локомотив (Москва) | Локомотив (Москва) |
| ------------------------- | ---------------- | ---------------- | ----------- | ------------------ | ------------------ | ------------------ |
| Соперник                  | Место            | Счёт             |             | Соперник           | Место              | Счёт               |
| Металлург (Красный Сулин) | В гостях         | 2:0              | 1/16 финала | Орёл               | В гостях           | 1:1 (по пен. 3:0)  |
| Кубань                    | Дома             | 6:0              | 1/8 финала  | Торпедо (Москва)   | В гостях           | 2:0                |
| Крылья Советов            | Дома             | 2:0              | 1/4 финала  | Динамо (Москва)    | Дома               | 1:0                |
| Ротор                     | В гостях         | 2:0              | 1/2 финала  | Алания             | Дома               | 1:0                |

### «Спартак»
Свой путь к финалу кубка «Спартак», как клуб Высшего дивизиона, начинал с гостевого поединка в рамках 1/16 финала. Его соперником стал «Металлург» из Красного Сулина, в то время выступавший в третьей лиге. Голы Дмитрия Аленичева и Сергея Лутовинова в середине первого тайма принесли красно-белым победу со счётом 2:0. В 1/8 финала «Спартак» разгромил (6:0) на столичном стадионе Динамо краснодарскую «Кубань», представлявшую тогда первый дивизион. Хет-трик в той игре на свой счёт записал Илья Цымбаларь.
В 1/4 финала «Спартак» встречался уже с клубом Высшего дивизиона, самарскими «Крыльями Советов». Игра проходила также на столичном стадионе Динамо в присутствии всего лишь 5 000 зрителей при вместимости арены в 51 000 человек. В конце первого тайма Илья Цымбаларь вывел красно-белых вперёд, а в конце второго тайма Андрей Тихонов увеличил преимущество «Спартака» в счёте. В полуфинале «Спартак» сразился в Волгограде с местным «Ротором». «Спартак» вновь, как и на предыдущих стадиях турнира, оставил свои ворота в неприкосновенности. А голы Андрей Тихонова на 35-й минуте и Дмитрия Аленичева на 69-й оформили выход «Спартака» в финал Кубка России.

### «Локомотив»
«Локомотив» в рамках 1/16 финала столкнулся с проблемами в гостевом матче против скромного «Орла» из одноимённого города, середняка зоны «Центр» второй лиги. Счёт был открыт хозяевами в конце первого тайма (автоголом отметился Альберт Саркисян) и сохранялся таковым до самой концовки матча. Лишь на 87-й минуте капитан железнодорожников Алексей Косолапов сумел восстановить равновесие в игре и тем самым перевести её в дополнительное время, которое забитых мячей не принесло. Серия послематчевых пенальти закончилась быстро: футболисты «Орла» не забили ни одного, а «Локомотив» реализовал 3 из 3-х и досрочно завершил её. В 1/8 финала «Локомотив» формально считался гостями, однако принимал у себя на стадионе Локомотив столичное «Торпедо» и одержал победу (2:0). Железнодорожники воспользовались двумя ошибками игроков «Торпедо»: на 70-й минуте забил Олег Гарас, на 85-й — Заза Джанашия.
В четвертьфинале «Локомотив» встречался дома с московским «Динамо» и одержал победу с минимальным счётом. Единственный гол забил на 57-й минуте Алексей Косолапов, вышедший на поле после перерыва. На следующей стадии турнира «Локомотив» сразился дома с владикавказской «Аланией». Как и на предыдущем этапе всё решил один мяч во втором тайме. На этот раз за железнодорожников забил на 82-й минуте Заза Джанашия и вывел команду в финал Кубка России.

## Ход финального матча
Московские «Спартак» и «Локомотив» в третий раз встречались в рамках финала в истории кубков СССР и России. В финале Кубка СССР в 1957 году и в финале Кубка Росси в 1996 году сильнее оказывались железнодорожники.
Встреча проходила на столичном стадионе «Лужники» в присутствии 38 тысяч зрителей при ясной погоде. В самом начале встречи инициативой завладели железнодорожники, но уже с 19-й минуты у «Спартака» стали появляться верные голевые моменты, от которых «Локомотив» спасал голкипер Руслан Нигматуллин. Далее «Спартак» продолжал владеть территориальным преимуществом, а «Локомотив» уповал на контратаки.
Такая игра не изменилась и после перерыва. К 70-й минуте пошли встречные острые атаки с обеих сторон, которые однако не приводили к забитым мячам. Когда матч, уже казалось, приближался к дополнительному времени мяч после дальнего удара нападающего «Спартака» Андрея Тихонова изменил свою траекторию от касания с одним из игроков «Локомотива» и залетел в ворота. Руслан Нигматуллин не успел среагировать. Матч завершился со счётом 1:0, и «Спартак» во второй раз в своей истории стал обладателем Кубка России. При этом на всём протяжении турнира, в 5 матчах, красно-белые не пропустили ни одного мяча.

## Отчёт о матче
| Спартак (Москва) | 1:0   | Локомотив (Москва) |
| ---------------- | ----- | ------------------ |
| Тихонов 86′      | Отчёт |                    |

| СПАРТАК:        |  |                      |     |     |
|                 |  |                      |     |     |
| Вр              |  | Александр Филимонов  |     |     |
| Зщ              |  | Сергей Горлукович    |     |     |
| Зщ              |  | Дмитрий Хлестов      |     |     |
| Зщ              |  | Илья Цымбаларь       |     |     |
| Зщ              |  | Мирослав Ромащенко   |     |     |
| Зщ              |  | Дмитрий Ананко       |     |     |
| ПЗ              |  | Дмитрий Парфёнов     |     |     |
| ПЗ              |  | Дмитрий Аленичев     | 65' |     |
| ПЗ              |  | Егор Титов           |     |     |
| Нап             |  | Максим Бузникин      |     | 61' |
| Нап             |  | Андрей Тихонов       |     |     |
| Замены:         |  |                      |     |     |
| Нап             |  | Анатолий Канищев     |     | 61' |
| Запасные:       |  |                      |     |     |
| Вр              |  | Дмитрий Епифанов     |     |     |
| ПЗ              |  | Константин Головской |     |     |
| Зщ              |  | Вадим Евсеев         |     |     |
| Нап             |  | Николай Писарев      |     |     |
| ПЗ              |  | Алексей Мелёшин      |     |     |
| Нап             |  | Луис Робсон          |     |     |
| Главный тренер: |  |                      |     |     |
| Олег Романцев   |  |                      |     |     |

| ЛОКОМОТИВ:      |  |                    |     |     |
|                 |  |                    |     |     |
| Вр              |  | Руслан Нигматуллин |     |     |
| Зщ              |  | Игорь Черевченко   |     |     |
| Зщ              |  | Юрий Дроздов       |     |     |
| Зщ              |  | Евгений Харлачёв   |     |     |
| ПЗ              |  | Саркис Оганесян    |     |     |
| ПЗ              |  | Игорь Чугайнов     |     |     |
| ПЗ              |  | Алексей Косолапов  |     |     |
| ПЗ              |  | Сергей Гуренко     |     |     |
| Нап             |  | Заза Джанашия      |     |     |
| ПЗ              |  | Дмитрий Лоськов    |     | 54' |
| Нап             |  | Александр Бородюк  |     |     |
| Замены:         |  |                    |     |     |
| ПЗ              |  | Андрей Соломатин   | 85' | 54' |
| Запасные:       |  |                    |     |     |
| Вр              |  | Хасанби Биджиев    |     |     |
| Зщ              |  | Андрей Лаврик      |     |     |
| ПЗ              |  | Владимир Маминов   |     |     |
| ПЗ              |  | Бахва Тедеев       |     |     |
| Нап             |  | Олег Гарас         |     |     |
| Нап             |  | Виталий Веселов    |     |     |
| Главный тренер: |  |                    |     |     |
| Юрий Сёмин      |  |                    |     |     |